# Direito subjetivo

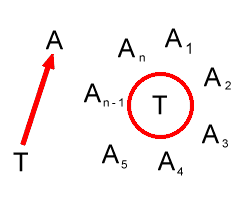
Ilustração da operação de direitos subjetivos (em vermelho) com portador (T) e destinatário obrigado (A). À esquerda, um direito relativo; à direita, um direito absoluto.

O direito subjetivo é a situação jurídica, consagrada por uma norma, através da qual o titular tem direito a um determinado ato face ao destinatário. Em geral, o direito subjetivo é consagrado por uma norma de direito que conduz a uma relação trilateral entre o titular, o destinatário e o objeto do direito.
Assim, tem-se que o direito subjetivo ("direito do sujeito", lato sensu) é a vantagem conferida ao sujeito de relação jurídica em decorrência da incidência da norma jurídica ao fato jurídico. O dever jurídico, contraposto ao direito subjetivo, será, por conseguinte, a desvantagem a ser suportada pelo outro sujeito afetado pela incidência da norma no suporte fático. Logo, direito subjetivo é uma posição jurídica vantajosa assente no direito objetivo.
Ex.: são direitos subjetivos: "a permissão de casar", "constituir família", "adotar pessoa como filho", "ter domicílio inviolável", etc. Direito, em sentido subjetivo, quer significar o poder de ação assegurado legalmente a toda pessoa para defesa e proteção de toda e qualquer espécie de bens materiais ou imateriais, do qual decorre a "faculdade de exigir" a prestação ou abstenção de atos, ou o cumprimento de obrigação , a que outrem esteja sujeito chamam-no, por isso de "facultas agendi".

## Jusnaturalismoversusjuspositivismo
O jusnaturalismo e o juspositivismo, correntes do pensamento jurídico, sempre geraram muitas discussões por defenderem posições diversas, sendo o direito subjetivo uma das discussões basilares entre essas correntes. 
Para o jusnaturalistas, o direito subjetivo é anterior ao direito objetivo, cabendo a este garantir, pela coação, os direitos subjetivos. Em outras palavras, pode-se dizer que, para esta corrente, o direito subjetivo independe do ordenamento jurídico positivo. Já o juspositivistas, ao contrário, sustentam que os direitos subjetivos são criações do direito objetivo.

## Direito subjetivoversusdireito objetivo
Na linguagem corrente, o direito objetivo e o direito subjetivo são designados apenas "direito". Contudo, não se confundem.
O Código Civil brasileiro de 1916 (revogado em 2002) afirmava que "a todo direito, corresponde uma ação que o assegura". A evolução do direito processual fez com que esta visão subsidiária do processo desaparecesse. Mas este dispositivo legal já demonstrava que as pessoas podiam ser titulares de dois direitos: aquele estabelecido na lei material ("a todo direito") e o direito de pleitear sua garantia ("direito de ação"), os quais se juntavam.
Ao poder de ação assegurado pela ordem pública dá-se o nome de direito subjetivo, sendo a ação parte constitutiva do direito subjetivo, pois é o próprio direito em atitude defensiva. A ação, então, é o tecido tegumentar que protege a parte nuclear do interesse. Já se percebe, portanto, ser imprescindível o reconhecimento, pelo direito objetivo, de que determinado interesse deve ser protegido.
A norma de direito objetivo tem, como uma de suas características, ser genérica, isto é, não se aplica a ninguém em particular, mas apenas àqueles que, socorrendo-se do preceito que ela prevê, encontram, nela, guarida à sua pretensão.
O direito se exterioriza sob as formas de direito objetivo e subjetivo. O direito objetivo traça as normas de conduta que todos devem observar, a fim de que haja ordem e segurança nas relações sociais. Os que obedecem a essas normas e desenvolvem suas atividades dentro das raias por elas traçadas, ficam sob a proteção do direito e podem utilizá-lo em seu interesse; o direito torna-se assim seu direito. Tal poder conferido pelo direito para a realização de interesses humanos é o que constitui o direito subjetivo.
Então, o direito subjetivo constitui uma prerrogativa conferida e disciplinada pelo direito objetivo. Embora distintos quanto à sua natureza específica, o direito objetivo e o direito subjetivo, juntam-se, formando uma unidade que é a do próprio direito, em razão dos fins que ambos tendem a realizar, quais sejam: a disciplina e o desenvolvimento da convivência, ou da ordem social, mediante a coexistência harmônica dos poderes de ação que às pessoas, desse modo, são reconhecidos, conferidos e assegurados.
O direito como fenômeno social é a necessidade da sociedade de disciplinar: logo, se modifica de tempos em tempos.

## Teorias
Como em todo o campo do direito, existem diversas teorias acerca do conceito de direito subjetivo. Basicamente, as 4 correntes mais difundidas sobre a natureza jurídica do direito subjetivo são:
a) Teoria da vontade (de Savigny e Windscheid): o direito subjetivo é o poder da vontade reconhecido pela ordem jurídica;
b) Teoria do interesse (de Ihering): o direito subjetivo é o interesse juridicamente protegido por meio de uma ação judicial. A teoria de Ihering foi contestada pelo jurista alemão August Thon, que, entre outras críticas, ponderou que o direito subjetivo seria mais a proteção do interesse do que o interesse protegido;
c) Teoria Mista (de Jellineck, Saleilles e Michoud): define o direito subjetivo como o poder da vontade reconhecido pela ordem jurídica, tendo por objeto um bem ou interesse;
d) Teoria da pertença (de Dabin): O direito subjetivo é pertença, ou propriedade no sentido genérico. "Todo direito subjetivo supõe um bem ou valor vinculado a um sujeito-pessoa por um liame de pertença, aliás consagrado pelo direito subjetivo, de sorte que essa pessoa possa dizer que tal bem ou valor é seu. O direito subjetivo é, antes de tudo, o seu 'dar a cada um o seu direito, é dar a cada um o que é seu, o que se reconhece pertencer a cada um". Dabin vem dizer-nos que o direito subjetivo, visto do ângulo de seu titular consiste, antes um ter: "o titular do direito não é nem aquele que quer, nem aquele que sabe, nem quem goza, o que o sofre, é aquele que tem algo como seu. O direito subjetivo é a prerrogativa concedida a uma pessoa pelo direito objetivo, e garantida por vias de direito, de dispor como dono, de um bem que se reconhece como lhe pertencendo, enquanto lhe é devido.

## Suporte fático
A norma jurídica divide-se em duas partes: a primeira, representativa do suporte fático necessário à sua incidência; e a segunda, indicativa da conseqüência jurídica derivada da ocorrência do suporte fático por ela mesma exigido. Assim:
- Se "A", então Cj1; ou,
- Se "A" + "B", então Cj2; ou ainda,
- Se "C" + "D" – "E", então Cj3.
- Se (alguém) “agir”, com “culpa”, e causar “dano” a outrem (vítima), então deverá indenizá-lo (o dano).

O "suporte fático" (Tatbestand), que, nos exemplos acima, é "A" (primeira norma), "A" + "B" (segunda), ou "C" + "D" – "E' (terceira), ou "agir" + "culpa" + "dano (decorrente da ação culposa)" (quarta), é composto de um, ou vários, elementos de fato, que são os fatos do mundo exigidos pela norma para que ela incida no caso concreto, isto é, para que ela atribua uma consequência jurídica aos elementos de fato ocorridos.
Intuitivo, do que até aqui se explanou, que a inocorrência de um dos elementos de fato exigidos pela norma impedirá que ela, norma, incida no caso concreto: daí a afirmação de que a norma jurídica só incidirá diante da concorrência de todos os elementos de fato por ela exigidos (ou seja, diante da ocorrência do suporte fático nela prescrito).
Assim, analisando-se a norma genérica que abre a clássica teoria da responsabilidade civil aquiliana, somente a concorrência in concreto da ação culposa (ação + culpa), e do dano dela decorrente, trará a conseqüência jurídica prevista pelo normativo, qual seja o dever do agente de indenizar o dano. Logo, de acordo com a teoria tradicional da responsabilidade civil subjetiva, se ajo sem culpa, ainda que tenha causado um dano à vítima, não terei o dever de indenizar; se ajo com culpa, mas o dano não pôde ser verificado in concreto, igualmente o dever de reparação não resultará da hipótese.
Com a ocorrência do suporte fático, a norma passa a qualificar os elementos de fato não mais isoladamente, mas em seu conjunto. Em suma, a norma jurídica qualifica o suporte fático (ocorrido concretamente) como um fato jurídico. 
Ocorre que, por força da bilateralidade que sempre envolve o fenômeno jurídico (cujas considerações não cabem aqui, neste momento específico), o fato jurídico, assim porque qualificado pela norma jurídica que o rege, sempre irá afetar dois ou mais sujeitos, efetiva ou potencialmente, conferindo a um deles uma determinada vantagem, contraposta a uma desvantagem que deverá cogentemente ser suportada pelo outro. Celebrado um contrato de doação (ato jurídico, espécie de fato jurídico), ter-se-á a concessão de uma vantagem ao donatário, de receber a coisa doada, contraposta à desvantagem obrigatoriamente suportada pelo doador, de doar a coisa. Num contrato de venda e compra, ambos os sujeitos ostentam vantagens e desvantagens: o vendedor tem a vantagem de receber o preço, contraposta à desvantagem, do comprador, de pagá-lo (o preço); este, por sua vez, terá a vantagem de receber a coisa, contraposta à desvantagem do vendedor de entregá-la (a coisa). Aliás, no dia a dia, é muito mais comum a ocorrência de situações parecidas com a decorrente da venda e compra (em que há sinalagma, isto é, em que ambos os sujeitos ostentam vantagens e desvantagens recíprocas), sendo raro que, de um fato jurídico, apenas um sujeito tenha vantagem e o outro, desvantagem, como no caso da doação.

## Relação jurídica
Tanto o titular do direito subjetivo, como o sujeito do dever jurídico, vinculam-se em decorrência da qualificação do fato jurídico pela norma de direito objetivo.
Esse vínculo intersubjetivo (entre sujeitos), decorrente de um determinado fato jurídico (fato(s) do mundo qualificado(s) pela norma jurídica), e do qual ressaem direitos subjetivos e deveres jurídicos aos sujeitos vinculados, é o que se denomina relação jurídica.
Relação jurídica, pois, é o vínculo intersubjetivo, decorrente da incidência da norma jurídica sobre o suporte fático, gerador de direitos subjetivos e deveres jurídicos aos sujeitos da relação. A relação jurídica apresenta os seguintes elementos estruturais:
- fato jurídico gerador (ou propulsor), decorrente da incidência da norma jurídica ao suporte fático por ela considerado;
- sujeitos ativo e passivo (evitar o binômio credor/devedor), que são os titulares, respectivamente, da vantagem a da desvantagem decorrente da relação jurídica;
- objeto, ou conteúdo, que é o feixe de direitos subjetivos e deveres jurídicos conferidos aos sujeitos.

A despeito da multiplicidade teórica sobre o tema, é possível enquadrar todo e qualquer direito subjetivo (e o seu correlato dever jurídico) no construto acima.
A maioria das situações não trará qualquer dificuldade de encerramento sob a estrutura de uma relação jurídica. É o que ocorre, por exemplo, quando o fato gerador é um ato jurídico (um contrato, por exemplo), na qual é possível não só definir facilmente os sujeitos da relação, como o seu conteúdo (os direitos e deveres dela decorrentes).
Todavia, noutras situações (por exemplo, o direito fundamental à vida, ou o direito de propriedade), o enquadramento em uma estrutura relacional pode apresentar-se mais complicado à primeira vista.
Nesses casos, deve se atentar ao fato de que os sujeitos de uma relação jurídica são, a mais das vezes, "determináveis" e não "determinados". É o que acontece com os denominados direitos absolutos, nos quais a vantagem, conferida a um dos sujeitos, contrapõe-se erga omnes, isto é, a todos os outros indivíduos da sociedade. Assim, se sou proprietário de uma casa, tenho sobre ela o domínio, isto é, o direito de propriedade. A vantagem, que me é conferida pelo direito, é a de usar, gozar, fruir e dispor da coisa que é minha. A desvantagem, nesse caso, deverá ser suportada por todos os demais sujeitos: a de não admoestar o proprietário no exercício de seu direito (dever jurídico de abstenção). Nesse caso, o sujeito passivo da relação jurídica de propriedade compreende todos os demais sujeitos (sujeito passivo universal), afora o sujeito ativo do direito. O sujeito passivo, até então indeterminável, só poderá ser determinado no momento em que alguém deixar de adotar a atitude passiva de abstenção e admoestar o direito do dono. O mesmo se dá com os direitos fundamentais, como o direito à vida, que surge desde o momento em que o sujeito se insere na sociedade regulada pelo ordenamento jurídico (seja pelo nascimento, seja pela naturalização).
O que ocorre com os direitos absolutos é problema de mera determinação do sujeito passivo – visto que, ao contrário dos direitos relativos, a relação que contém um direito absoluto depende de evento futuro (a "lide") para que seja possível a exata determinação de seus sujeitos integrantes. Mas isso, evidentemente, não retira a verdade, universalmente aceita aliás, segundo a qual todo direito subjetivo deriva de relação entre duas ou mais pessoas que se vinculam em relação jurídica, ante a incidência da norma de direito objetivo sobre um fato jurídico por ela previsto abstratamente. E, de fato, a compreensão exata do conceito de relação jurídica, sob os moldes ora delineados, será fundamental à compreensão de outros conceitos jurídicos fundamentais à teoria geral do direito e à teoria geral do processo como o de lide, pretensão e ação, a que remetemos.

## Direito Subjetivo e Dever Jurídico
O direito subjetivo não é senão uma expressão do dever jurídico, ou, por outras palavras, um reflexo daquilo que é devido por alguém em virtude de uma regra de direito. 
Só há dever jurídico quando há possibilidade de violação da regra social. Dever jurídico é a conduta exigida. É imposição que pode decorrer diretamente de uma norma de caráter geral, como a que estabelece a obrigatoriedade do pagamento de impostos, ou, indiretamente, pela ocorrência de certos fatos jurídicos de diferentes espécies: a prática de um ilícito civil, que gera o dever jurídico de indenização; um contrato, pelo qual se contraem obrigações; declaração unilateral de vontade, em que se faz uma determinada promessa. Em todos esses exemplos o dever jurídico deriva, em última análise, do ordenamento jurídico, que prevê consequências para essa variada forma de comércio jurídico. Devemos dizer, juntamente com Recaséns Siches, que “o dever jurídico se baseia pura e exclusivamente na norma vigente”. Consiste na exigência que o Direito objetivo faz a determinado sujeito para que assuma uma conduta em favor de alguém.

## Direito Subjetivo Clássico, Direito Subjetivo Vinculado e Direito Subjetivo Público
Faz-se ainda necessário fazer a distinção entre o direito subjetivo clássico, vinculado e público. 
O direito subjetivo clássico é o poder conferido à vontade do titular para atender única e exclusivamente aos seus interesses, justificando a amplitude concedida no direito clássico à autonomia privada. Já o direito subjetivo vinculado é aquele em que o titular recebe um poder jurídico mas, simultaneamente, a lei estabelece para ele um dever jurídico no sentido de como ele vai exercer esse direito, de modo a conciliar o interesse social com o interesse coletivo privado, interesses públicos e interesses difusos. Outrossim, o direito subjetivo público é exercido de modo a conciliar o interesse individual com a tutela direta do interesse público. Neste caso, o poder público é cogente para os seus órgãos e indicativo para o titular do direito.